# Вербковичі
Вербковичі (пол. Werbkowice, Вербкові́це) — село в Польщі, адміністративний центр гміни Вербковичі Грубешівського повіту, Люблінського воєводства, у межах етнічної української землі Холмщини.

## Розташування
Вербковичі є адміністративним центром однойменної гміни. Розташовані приблизно за 12 км південніше від Грубешева та у 101 км від центру воєводства — Любліна.

## Історія

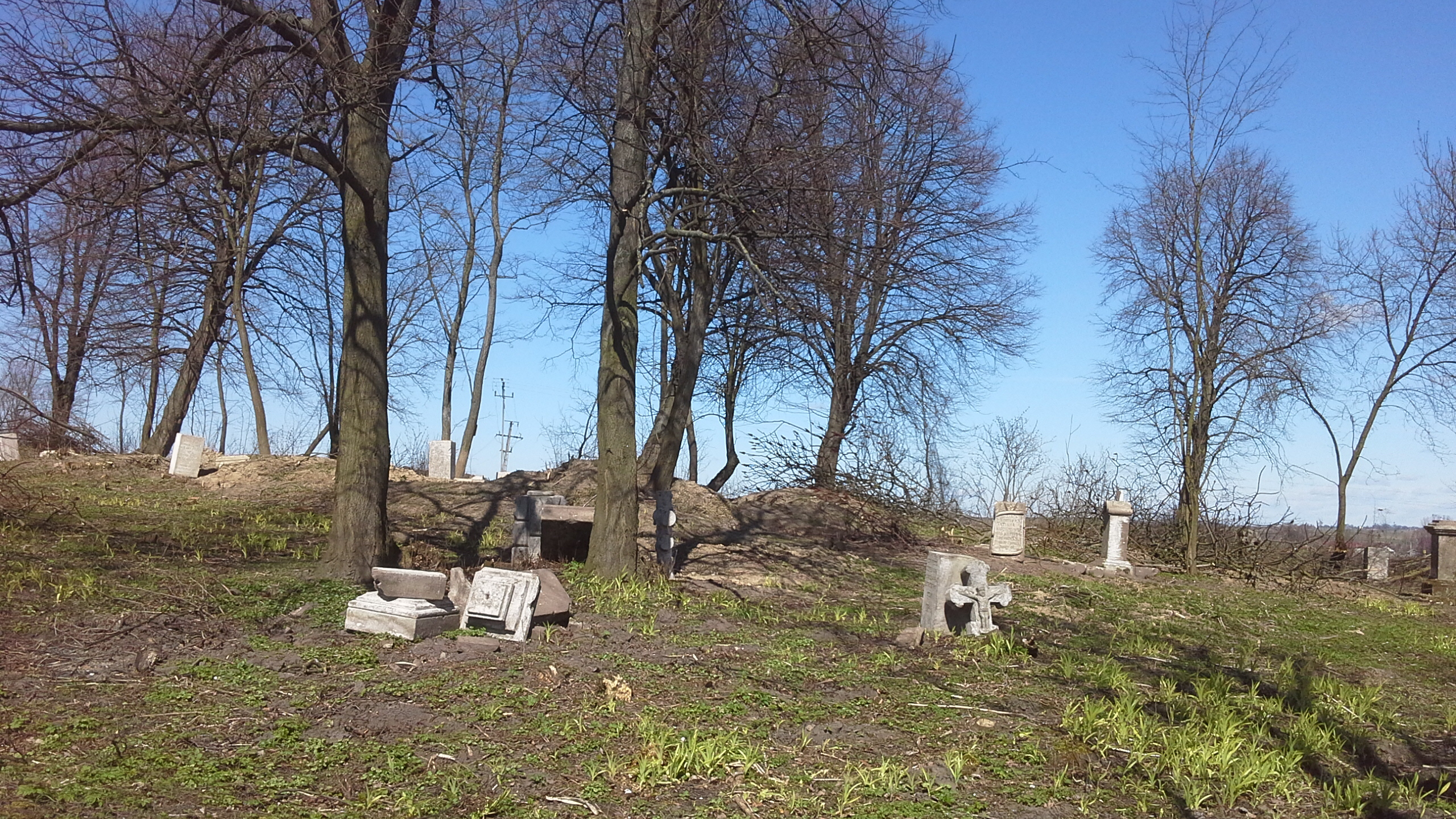
Православний цвинтар

Назва Вербковичі походить від слова верба. Перша письмова згадка про Вербковичі датується 1394 роком, коли село згадується як одне з поселень новоствореної парафії у Грабовці.
1460 року вперше згадується православна церква в селі.
За даними етнографічної експедиції 1869—1870 років під керівництвом Павла Чубинського, у селі проживали греко-католики, які розмовляли українською мовою.
У міжвоєнні 1918—1939 роки польська влада в рамках великої акції руйнування українських храмів на Холмщині і Підляшші перетворила місцеву православну церкву на римо-католицький костел.
У 1943 році в селі проживало 693 українці, 539 поляків, 11 «фольксдойче», 9 росіян і 2 німці. 1943 року польські шовіністи вбили в селі 3 українців.
6 квітня 1946 роцу в селі сталася спільна бойова акція УПА та Армії Крайової — захоплення залізничної станції. Фактично метою операції було захоплення ешелону з українськими переселенцями. Акція закінчилася безкровно: рота польських солдатів, що охороняє транспорт для переселенців, була роззброєна без жодного пострілу. І хоча безпосередню мету атаки реалізувати не вдалося (склад зі 184 сім'ями було відправлено на добу раніше), все ж таки акція виявилася дуже успішною для УПА та АК. Партизани захопили не лише чимало зброї та боєприпасів, а й місцевого комісара переселенської комісії УРСР.  Комісара передали СБ УПА, після чого його возили по селах: Гонятин, Голуб'є, Пісочне, де він відкрито закликав селян не виїжджати в УРСР. .
Див. детальніше Атака на станцію Вербковичі (1946 р.)
У 1947 році під час операції «Вісла» польська армія виселила з Вербковичів на щойно приєднані до Польщі терени 50 українців.
При адміністративному поділі Польщі в період 1975—1998 років село належало до Замойського воєводства. З 1999 року Вербковичі є частиною Люблінського воєводства.

## Населення
Демографічна структура станом на 31 березня 2011 року:
|          | Загалом | Допрацездатний вік | Працездатний вік | Постпрацездатний вік |
| -------- | ------- | ------------------ | ---------------- | -------------------- |
| Чоловіки | 1439    | 288                | 1023             | 128                  |
| Жінки    | 1502    | 280                | 896              | 326                  |
| Разом    | 2941    | 568                | 1919             | 454                  |

## Пам'ятки

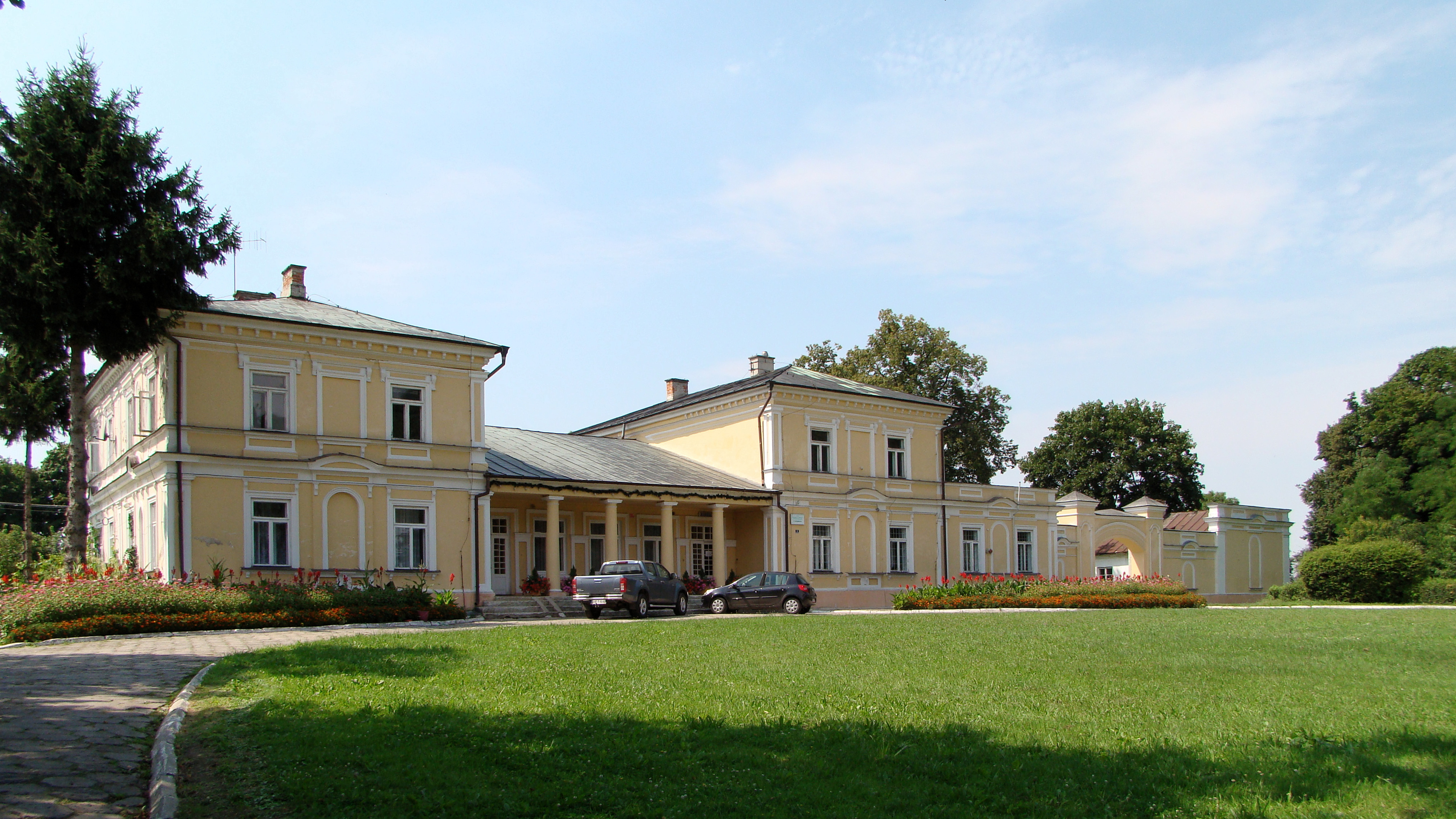
Палац

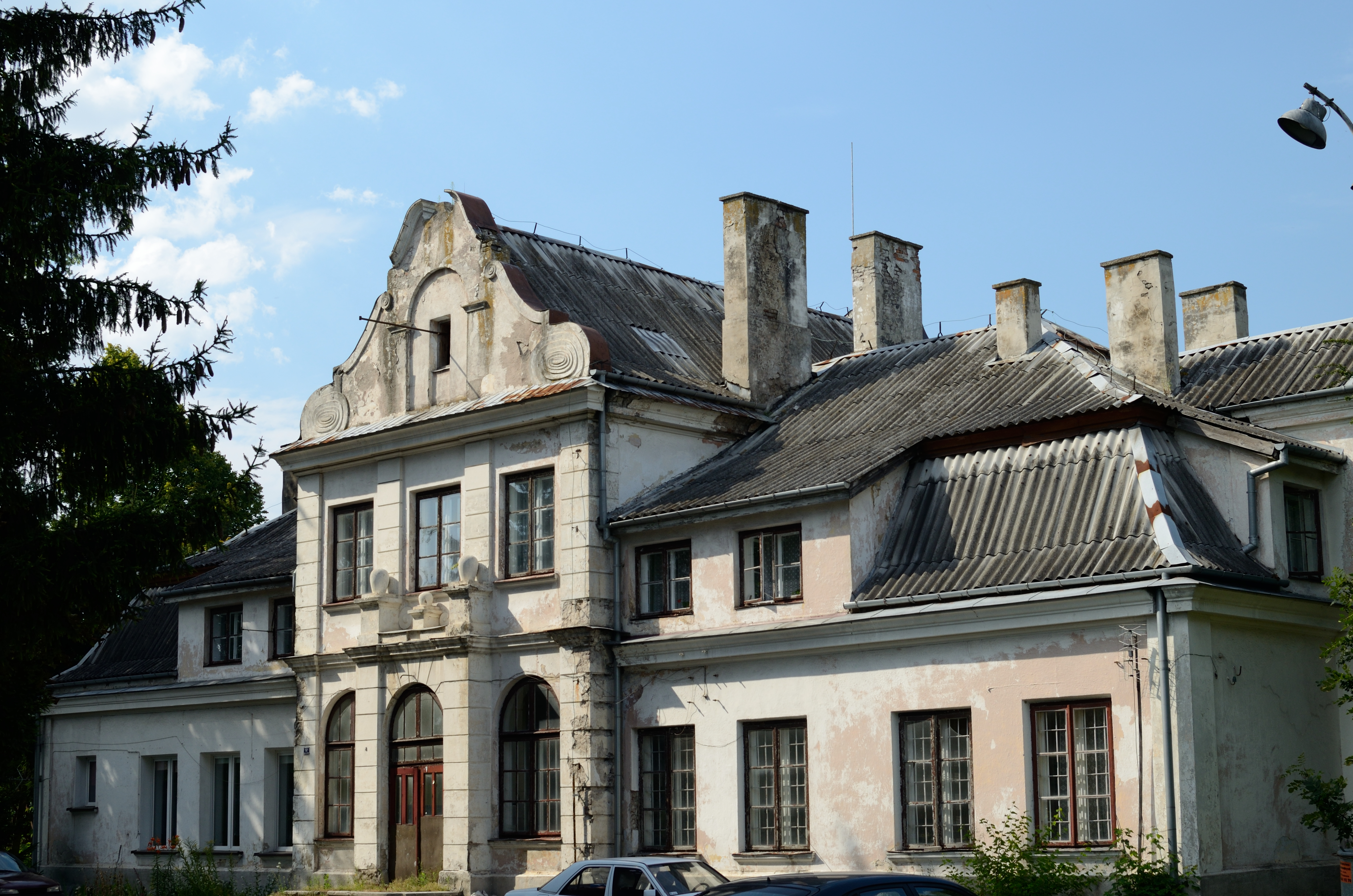
Залізнична станція вузькоколійки

1. Дерев'яна церква, нині римсько-католицький парафіяльний храм Марії і святого Михайла (1864) дерев'яна дзвіниця, церковний цвинтар. Церква була побудована у 1864 році коштом Антонія Шидловського. Спочатку це була греко-католицька церква, яку в 1875 році, після ліквідації Холмської греко-католицької єпархії, перетворено на російську православну, а у 1918 – на римо-католицький костел. Церква була перебудована під костел, знесено купол східної традиції та додана ризниця;
2. Палац та палацовий комплекс (перша половина XIX.ст.). Був побудований, ймовірно, коштом Адама Шидловського. На зламі ХІХ—ХХ століть палац розбудовано, надаючи йому теперішній вигляд. Садибний комплекс поруч з палацом складався зі стайні, флігелю та т. зв. «зажондцувки». Його останніми власниками були Руліковські. У 1946 році палац був націоналізований. Сьогодні тут знаходиться Сільськогосподарський експериментальний відділ Інституту вирощування, удобрення та ґрунтознавства у Пулавах[10];
3. Система Вузькоколійного залізничного сполучення Вербковичі — Грубешів (1915).